# 埼玉西協同病院
埼玉西協同病院（さいたまにしきょうどうびょういん）は、医療生協さいたま生活協同組合が埼玉県所沢市中富に設置する病院。
救急告示病院。全日本民主医療機関連合会（民医連）に加盟している。
病院の理念により、差額ベッド料（個室料）を徴収していない。また、身体的に通院困難かつ家族の送迎も困難な患者で、病院より4 km圏内在住の場合、無料で個別送迎を行っている。

## 診療科
- 内科[5]
- 眼科[5]
- 整形外科[5]
- 皮膚科[5]
- 外科[5]
- 歯科[5]

## 医療機関の認定
- 保険医療機関[5]
- 労災保険指定医療機関[5]
- 身体障害者福祉法指定医の配置されている医療機関[5]
- 生活保護法指定医療機関[5]
- 原子爆弾被害者医療指定医療機関[5]
- 公害医療機関[5]
- 特定疾患治療研究事業委託医療機関[5]
- 在宅療養支援病院[5]
- 無料低額診療事業実施医療機関[5]
- 公益財団法人日本医療機能評価機構認定病院[6]
- 埼玉県地域リハビリテーション協力医療機関[7]

このほか、各種法令による指定・認定病院であるとともに、各学会の認定施設でもある。

## 交通アクセス
- 西武新宿線 新所沢駅から 西武バス「所沢ニュータウン」下車、徒歩10分[4]
- 西武新宿線 航空公園駅から
  - 西武バス「市民武道館前」下車、徒歩5分[4]
  - 同「並木通り団地入口」下車、徒歩15分[4]
- 病院独自の送迎バスあり[4]

## 周辺
- 所沢市民武道館
- 中富民俗資料館

## 関連施設
- 埼玉協同病院 - 埼玉県川口市
- 熊谷生協病院 - 埼玉県熊谷市
- 秩父生協病院 - 埼玉県秩父市